# Думузи
Думузи (от шумерски – „истински син“), Дуузу (акадски), Таммуз (във Вавилон) е шумеро-акадски бог-пастир и бог на вегетацията.
Главни култови места на Думузи били градовете Урук и Бадтибира.

## Роднински връзки
- Майка: Тартур (Сиртур)
- Съпруга: Инана
- Сестра: Гештинана
- Баща:Енки

## Символи и епитети
Символ на Думузи е овенът.
- В списъка на шумерските богове от гр Фара (26 век пр. Хр.) Думузи е споменат под името Амаушумгаланна – „майка му е дракон от небесата“.[1]
- Думузи-ам – див бик[2];
- Думузи-сипад – пастир[2]

## Митове
- Главните митове (песни) за Думузи са свързани с любовта му към Инана, сватовството и брака с нея. Част от тези митове са записани във формата на песните балбале (произведения, посветени на различни спорове и предназначени за сценична рецитация), а друга – като любовни блади. Първоначално Инана предпочитала бога земеделец Енкимду, но впоследствие, при посредничеството на брат си Уту, се омъжила за Думузи.
- Част от цикъла за Думузи и Инана са митовете за изгнанието на Думузи в подземния свят. След пътуването на Инана в подземния свят тя била спасена, но при условие, че ще даде на демоните друго божество. Непостоянната Инана осъдила Думузи да пребивава в подземния свят. Според някои версии Думузи оставал там половин година, а половин година бил заместван от любящата си сестра Гештинана. В тези митове Думузи е представен в характерната за много земеделски цивилизации роля на умиращ и възкръсващ бог.